# Тунэл
Тунэл (монг. Түнэл) — сомон в аймаке Хувсгел. Расположен в центральной части аймака. Граничит с сомонами: Бурэнтогтох и Мурэн (на юго-западе), Тосонцэнгэл (на юге), Их-Уул (на юго-востоке), Эрдэнэбулган (на востоке), Чандмань-Ундер (на севере) и Алаг-Эрдэнэ (на северо-западе).
Площадь составляет 3580 км², из которых около трети занимают леса. Население на 2000 год — 4556 человек; средняя плотность населения составляет 1,27 чел/км². Административный центр — Булаг, расположен в 46 км к северо-востоку от города Мурэн и в 667 км от Улан-Батора.
По данным на 2004 год в сомоне было примерно 34 000 коз, 50 000 овец, 10 600 коров и яков, 6600 лошадей и 84 верблюда.